# البيت الزهري (فلم)
البيت الزهري (بالإنجليزية: Around the Pink House) هو فيلم تم إنتاجه في كندا وفرنسا وصدر في سنة 1999. الفيلم من إخراج جوانا حاجي توما وخليل جريج وكتابة جوانا حاجي توما وخليل جريج.

## روابط خارجية
- البيت الزهري على موقع IMDb (الإنجليزية)
- البيت الزهري على موقع روتن توميتوز (الإنجليزية)
- البيت الزهري على موقع ألو سيني (الفرنسية)
- البيت الزهري على موقع Turner Classic Movies (الإنجليزية)
- البيت الزهري على موقع أول موفي (الإنجليزية)
- البيت الزهري على موقع فيلمافينيتي (الإسبانية)
- البيت الزهري على موقع قاعدة بيانات الفيلم (الإنجليزية)
- البيت الزهري على موقع ليتربوكسد (الإنجليزية)
- البيت الزهري على موقع كينوبويسك (الروسية)

## طالع
- قائمة الأفلام اللبنانية